# Jean-Pierre Perreault
Pour les articles homonymes, voir Perreault.
Jean-Pierre Perreault (né le 16 février 1947 à Montréal (Québec) et décédé d'un cancer le 4 décembre 2002), est l'un des chorégraphes canadiens les plus mondialement reconnus. Ses œuvres de danse contemporaine, souvent composées de larges mouvement de groupes, tirèrent une certaine inspiration de Sartre, Kafka et de la violence faite à l'individu par le collectif. Son œuvre la plus connue est Joe.
Le fonds d'archives de Jean-Pierre Perreault est conservé au centre d'archives de Montréal de Bibliothèque et Archives nationales du Québec.

## Biographie
C'est sa rencontre avec Jeanne Renaud qui conduit Jean-Pierre Perreault à la danse alors que celle-ci s’apprête à fonder le Groupe de la Place Royale. Aussitôt, les évènements s'enchainent : il reçoit sa formation à l'école du Groupe et y danse à partir de 1967. En 1971, il devient codirecteur artistique de la compagnie avec Peter Boneham et y amorce une carrière de chorégraphe qui s'avèrera vite des plus prolifiques.
En 1981, Jean-Pierre Perreault choisit de poursuivre une carrière indépendante. Il travaillera comme artiste en résidence à l'Université Simon Fraser de Vancouver et au Laban Centre de Londres. Entre 1969 et 1983, il effectue des voyages d'études en Europe, en Asie et en Afrique, séjours durant lesquels il s'intéresse tout particulièrement à l'architecture, aux arts sacrés ainsi qu'à l'influence du costume et de l'organisation sociale sur le vocabulaire de la danse et de la chorégraphie. Ses observations l'amènent également à l'analyse comparative entre les danses traditionnelles et le mouvement fonctionnel. De 1984 à 1992, il enseigne au Département de danse de l'Université du Québec à Montréal où il crée son œuvre la plus célèbre, Joe, qui connaît ensuite à chaque reprise un succès retentissant. C'est également en 1984 qu'il fonde sa propre compagnie: la Fondation Jean-Pierre Perreault.
Loin de se limiter au seul univers de la danse, son apprentissage se fait auprès des artistes qui gravitent à l'époque autour du Groupe de la Place Royale, les Marcelle Ferron, Fernand Leduc, Françoise Sullivan, Gilles Tremblay et Serge Garant. Cet entourage privilégié est à l'origine de son approche globale de la création qui unit intrinsèquement chorégraphie, scénographie, éclairages, musique et costumes, toutes ces dimensions participant d'un même acte créateur aux yeux du chorégraphe-scénographe. Le contact avec d'autres formes d'art, l'observation des œuvres d'artistes comme Bruce Nauman, Joseph Beuys, Carl André ou encore le peintre abstrait Nicolas de Staël, ont également été pour lui des plus formateurs.
Aujourd'hui, on peut clairement parler d'un style Perreault, d'une danse qui s'ancre à l'espace, s'inscrit profondément dans un lieu et produit en partie sa propre musique à travers des pas orchestrés en rythmiques complexes. Reconnu comme l'un des chorégraphes les plus importants au Canada, Jean-Pierre Perreault crée un univers métaphorique et paradoxal où se côtoient l'intime et le social, le contemporain et l'intemporel, la fragilité et la force. Ses œuvres nous convient à un continuel rendez-vous avec la nature humaine et suscitent "chaque fois ce sentiment d'être témoin, mais concerné, hors l'intrigue mais reproduit, ignoré mais signifié" (Aline Gélinas, Cahiers de théâtre Jeu, 1988). Jean-Pierre Perreault aborde son processus chorégraphique par le biais du dessin. Ayant accumulé un nombre impressionnant de travaux, il a été invité à exposer ses dessins en solo à New York, Anvers, Québec, Montréal, Glasgow et Stockholm.
En 1991, un autre défi l'attend lorsque le très réputé Ballet Cullberg de Suède lui commande une œuvre pour l'inauguration de la Maison de la danse de Stockholm. Flykt est saluée comme "une œuvre forte et périlleuse" (Dagens Nyheter, 1991).
En février 2001, à l’invitation de James Kudelka, Jean-Pierre Perreault crée The Comfort of Solitudes, une œuvre pour 36 danseurs pour le Ballet national du Canada.
En 1990, Jean-Pierre Perreault recevait le prix Jean A. Chalmers de chorégraphie. En 1991, et à nouveau en 1993, la Fondation Jean-Pierre Perreault recevait le Prix de reconnaissance, dans la catégorie danse, du Grand Prix du Conseil des arts de la Communauté urbaine de Montréal. En 1996, c’est le Prix Jean A. Chalmers d’excellence en chorégraphie que remportait Jean-Pierre Perreault pour l’ensemble de son travail. Plus récemment, il recevait le Grand Prix d’excellence 1999 du Conseil des arts de la Communauté urbaine de Montréal pour L’EXIL-L’OUBLI. Au répertoire de la compagnie, plusieurs des œuvres chorégraphiques dont Nuit, La Vita, Les Années de pèlerinage et Eironos ont connu des carrières internationales. À l’automne 2002, Jean-Pierre Perreault recevait le Prix du Gouverneur général pour les arts de la scène.
En mars 2001, La Fondation Jean-Pierre Perreault a connu l’un des plus importants moments de son histoire: l’ouverture de l’Espace chorégraphique, son nouveau lieu de création et de production. L’évènement fait de La Fondation la première compagnie de danse québécoise propriétaire de son lieu de travail. Pour inaugurer l’Espace chorégraphique, La Fondation a présenté durant cinq semaines, à guichets fermés, l’une des plus récentes pièces de Jean-Pierre Perreault pour grands ensembles, L’EXIL-L’OUBLI, et la série d’explorations danse et architecture intitulée L’Espace dynamique.
« Pour moi la chorégraphie est l’expression de l’espace comme la danse est celle du corps. Il y a l’espace (le paysage), le lieu (les murs, les obstacles), la lumière (l’heure, le temps), et des êtres qui leur donnent vie » (Jean-Pierre Perreault).
L'insigne d'officier de l'Ordre national du Québec lui a été décerné à titre posthume le 23 juin 2004.

## Œuvres chorégraphiques
- Pentagramme (1980)
- Dix minutes (1980)
- Refrains : An Opera (1981)
- Huit minutes (1982)
- Offical version : Red (1982), commande du Laban Centre de Londres
- Rodolphe (1983)
- Joe (1983)
- Stella (avec des femmes, 1985)
- Nuit (1986)
- L'événement AUTOROUTE 86 (1986)
- Eldorado (1987), commande de Montréal Danse
- Eva Naissance (1987), commande de Fortier-Danse-Création
- Les Lieux-dits (1988)
- Piazza (1988), commande du First New York International of the Arts, New York
- Orénoque (1990)
- Flykt (1991), commande du Ballet Cullberg de Stockholm
- îles (1991)
- La Vita (1993)
- Adieux (1993)
- L'instinct (1994)
- Les années de pèlerinage (1996)
- Les Ombres dans ta tête (1996)
- Eironos (1996), coproduction de la Fondation Jean-Pierre Perreault et du Festival de Perth, Australie
- Les Éphémères (1997)
- L'EXIL-L'OUBLI (1999)
- E.M.F. (1999)
- The Comforts of Solitude (2001), commande du Ballet National du Canada
- Les ombres (2001), installation chorégraphique coprésentée par la Fondation Jean-Pierre Perreault et le Festival International de Nouvelle Danse Montréal
- Les petites sociétés (2004), œuvre posthume.

## Avec le Groupe de la Place Royale
- Calliope (1982)
- Dernière paille (1980, deuxième version)
- Monumental Woman (1980)
- Vent d'Est (1979)
- Les Dames aux vaches (1978)
- Dernière paille (1977)
- Nanti Malam (1977)
- Vue parallèle (1977), en collaboration avec Sandra Neels
- Danse pour sept voix (1976), en collaboration avec Peter Boneham
- Nouveaux espaces (1976), en collaboration avec Peter Boneham
- 100 000 signes (1976)
- Monuments (1975)
- Galapagos (1974)
- Les Bessons II (1973)
- Continental (1973)
- Moustières (1973)
- Trilogie III (1972)
- Les Bessons (1972), en collaboration avec Maria Formolo.